# Hymenomima subnigrata
Hymenomima subnigrata är en fjärilsart som beskrevs av W. Warren 1906. Hymenomima subnigrata ingår i släktet Hymenomima och familjen mätare. Inga underarter finns listade i Catalogue of Life.